# Vítězný řád svatého Jiří
Vítězný řád svatého Jiří (gruzínsky: წმინდა გიორგის სახელობის გამარჯვების ორდენი) je druhé nejvyšší gruzínské státní vyznamenání. Velmistrem řádu je úřadující prezident Gruzie.

## Historie a pravidla udílení
Řád je druhým nejvyšším vyznamenáním Gruzie. Založen byl zákonem č. 218 ze dne 24. června 2004. Udílen je v jediné třídě občanům Gruzie i cizím státním příslušníkům za mimořádnou roli ve vítězstvích pro Gruzii. S udělením ceny je spojena peněžní odměna 6000 gruzínských lari.

## Insignie
Řádový odznak sestává s červeně smaltovaného zlatého kříže. Jednotlivá ramena jsou lemována bílým smaltem. Uprostřed je kulatý medailon s bíle smaltovaným lemem a červeně smaltovaným pozadím. V medailonu je zlaté vyobrazení svatého Jiří zabíjejícího draka. Stejný motiv se nachází i na státním znaku Gruzie. Kříž je položen na zkřížených zlatých mečích. Ke stuze je odznak připojen pomocí přechodového prvku v podobě bíle smaltovaného štítu s červeně smaltovaným křížem. Štít je korunován zlatou korunou.
Stuha sestává ze tří stejně širokých pruhů v barvách bílé, červené a opět bílé. Svým barevným provedením tak odpovídá barvám státní vlajky.